# Музыка Ирландии
Му́зыка Ирла́ндии — обобщающее понятие, применяемое к музыке различных жанров, которая была создана на острове Ирландия.

## История
Ирландские музыканты были известны в Европе ещё с XII века. Наиболее знаменитым ирландским музыкантом Нового времени был слепой арфист Торла O’Каролан (1670—1738), который сочинил около 200 композиций, в основном, для своих покровителей. Многие его сочинения были опубликованы в Дублине в 1720. Его музыку для арфы до сих пор исполняют во всем мире. Примерно в это же время был основан ежегодный народный фестиваль под названием Фейш, посвященный сохранению и поддержке искусства игры на флейте.

## Ирландская народная музыка
Ирландская народная музыка очень разнообразна: от колыбельных до застольных песен, от медленных инструментальных мелодий до быстрых зажигательных танцев, и в них огромную роль занимает использование вариаций и нюансов ритма и мелодии. Традиционная ирландская танцевальная музыка включает в себя рилы (музыкальный размер 4/4), джиги (наиболее распространён размер 6/8) и хорнпайпы. С начала XIX века в Ирландии популярна полька, привнесённая учителями танцев и вернувшимися из Европы солдатами. Сетовые танцы предположительно существуют с XVIII века. Позднее как вариант шотландского страспея в Ирландии появилась мазурка.
В XX веке началось возрождение ирландской традиции; стали популярны аккордеон и концертина, стали проводиться соревнования по ирландскому степу и кейли, широко поддерживаемые образовательной системой и патриотическими организациями. Стал популярен шан-нос (ирл. sean-nós, «старый стиль»), стиль исполнения песен и танцев на старый манер.
На Белфастском фестивале артистов в 1792 Эдвард Бантинг подготовил первое собрание традиционных ирландских мелодий и песен, которые издал в 1796. Томас Мур, ирландский поэт, широко использовал работы Бантинга в своем известном сборнике «Ирландские Мелодии», впервые изданном в 1807.
Благодаря широкой эмиграции ирландцев в США, ирландская музыка стала широко известна в Америке, и оттуда — по всему миру; побывавшие на гастролях музыканты, в свою очередь, вносили проамериканские изменения в свой стиль исполнения.

## Классическая музыка
Классические формы музыки не были широко известны в Ирландии до XVIII века. Пианист Джон Филд, учитель русского композитора Михаила Глинки, был первым ирландским композитором, который добился международной славы со своими ноктюрнами; он считается предшественником Шопена. Майкл Уильям Балф получил известность благодаря своей опере «Цыганка». Среди наиболее известных ирландских солистов был концертный и оперный тенор Джон Маккормак.

## Популярная музыка
В XX веке в Ирландии широко развилась рок-музыка. Наиболее известными рок-группами Ирландии стали Them, My Bloody Valentine, U2, Thin Lizzy и The Cranberries.
Также возродился интерес к народной музыке и танцу. Появилось большое количество фолк-музыкальных коллективов: Cruachan, Clannad, The Chieftains, The Dubliners, Planxty. Большой успех имеют танцевальные представления Lord of the Dance, Feet of Flames и Celtic Tiger Майкла Флэтли, Riverdance и Dancing on Dangerous Ground Колина Данна и Джин Батлер, основанные на традиционном ирландском танце. Обычаям и культуре уделяют внимание и ирландские представители популярной и альтернативной музыки: The Corrs, Шинейд О’Коннор, Эния (Энья Патриша Ни Бреннан), её сестра Мойя Бреннан (Майрэ Филомена Бреннан), Ронан Китинг, Тара Блейз, Брендан Перри,  Найл Хоран. С 1965 года страна принимает участие в Конкурсе песни Евровидение и выиграла его семь раз, в том числе три раза подряд.